# Ivan Seledkov
Ivan Seledkov (né le 5 janvier 1983) est un coureur cycliste russe, spécialiste de cross-country VTT.

## Palmarès sur route

### Par années
- 2004
  - 3e du Mémorial Oleg Dyachenko
- 2005
  - 3e du Grand Prix d'ouverture Pierre Pinel
- 2006
  - 3e étape du Grand Prix de Sotchi
  - Friendship People North-Caucasus Stage Race
  - 2e de Les Monts Luberon-Trophée Luc Leblanc
  - 3e du Circuit de la Nive
- 2007
  - Grand Prix d'ouverture Pierre Pinel
  - 3e du Grand Prix de la ville de Nogent-sur-Oise

### Classements mondiaux
| Année           | 2005  | 2006 | 2007 |
| --------------- | ----- | ---- | ---- |
| UCI Europe Tour | 1213e | 269e | 457e |

## Palmarès en VTT
| - 2004 - Champion de Russie de cross-country - 2009 - Champion de Russie de cross-country - 2011 - Champion de Russie de cross-country - 2012 - 2e du championnat de Russie de cross-country - 2013 - 2e du championnat de Russie de cross-country | - 2016 - 3e du championnat de Russie de cross-country - 2017 - 3e du championnat de Russie de cross-country - 2018 - Champion de Russie de cross-country - 2019 - 2e du championnat de Russie de cross-country |